# José María Posada
José María Posada Pereira (Vigo, 19 de marzo de 1817 - Pontevedra, 19 de noviembre de 1886), poeta y periodista español en este idioma y en gallego.
Estudió Humanidades y Teología y finalmente Leyes en Santiago de Compostela, recibiéndose en 1845. En 1840 fundó en Santiago una Academia Literaria y Artística que reunía lo mejor de la región. En 1845 fundó La Aurora de Galicia, revista de literatura, ciencias y artes. Residió en Madrid entre 1851 y 1852, estudiando pintura. Establecido en Vigo, creó El Faro de Vigo (1852), donde aparecieron gran parte de sus escritos y que es el periódico decano de la prensa española (se imprime todavía en la actualidad). Allí bajo el seudónimo de don Lucas publicó crónicas burlescas, así como poesías en gallego y leyendas. Escribió un hermoso libro de recuerdos, Un paseo de Vigo a Bayona (1866). Su creación poética se encuentra recogida en Poesías selectas (1888), volumen decimosexto de la Biblioteca Gallega. Son algunas regocijadas y otras de inspiración popular. Poco a poco cedió a la tristeza, a la melancolía y a la saudade, como en "Carta a Ampariño". Entre sus leyendas poéticas, inspiradas en el Romancero tradicional, destacan "Rosalida" (inspirada en el romance del Conde Olinos) y "La bella infanta". También dejó publicado el libro "Un paseo de Vigo a Bayona" y, en edición póstuma Martínez Salazar incluyó en la colección de la Biblioteca Gallega los poemas de Posada con el título: "Poesías Selectas" en gallego y castellano.